# Ciez
Ciez és un municipi francès, situat al departament del Nièvre i a la regió de Borgonya - Franc Comtat. L'any 2007 tenia 381 habitants.

## Demografia

### Població
El 2007 la població de fet de Ciez era de 381 persones. Hi havia 168 famílies, de les quals 56 eren unipersonals (32 homes vivint sols i 24 dones vivint soles), 52 parelles sense fills, 48 parelles amb fills i 12 famílies monoparentals amb fills.
La població ha evolucionat segons el següent gràfic:
Habitants censats

### Habitatges
El 2007 hi havia 322 habitatges, 171 eren l'habitatge principal de la família, 95 eren segones residències i 56 estaven desocupats. 312 eren cases i 3 eren apartaments. Dels 171 habitatges principals, 147 estaven ocupats pels seus propietaris, 20 estaven llogats i ocupats pels llogaters i 4 estaven cedits a títol gratuït; 3 tenien una cambra, 12 en tenien dues, 32 en tenien tres, 53 en tenien quatre i 71 en tenien cinc o més. 120 habitatges disposaven pel capbaix d'una plaça de pàrquing. A 94 habitatges hi havia un automòbil i a 64 n'hi havia dos o més.

### Piràmide de població
La piràmide de població per edats i sexe el 2009 era:
| Homes | Edats   | Dones |
| ----- | ------- | ----- |
| 0     | 95 o +  | 0     |
| 0     | 90 a 94 | 0     |
| 0     | 85 a 89 | 0     |
| 4     | 80 a 84 | 8     |
| 36    | 75 a 79 | 20    |
| 0     | 70 a 74 | 12    |
| 4     | 65 a 69 | 16    |
| 16    | 60 a 64 | 12    |
| 16    | 55 a 59 | 0     |
| 8     | 50 a 54 | 28    |
| 20    | 45 a 49 | 12    |
| 8     | 40 a 44 | 4     |
| 28    | 35 a 39 | 12    |
| 4     | 30 a 34 | 12    |
| 16    | 25 a 29 | 8     |
| 8     | 20 a 24 | 4     |
| 8     | 15 a 19 | 20    |
| 24    | 10 a 14 | 0     |
| 8     | 5 a 9   | 4     |
| 4     | 0 a 4   | 8     |

## Economia
El 2007 la població en edat de treballar era de 227 persones, 149 eren actives i 78 eren inactives. De les 149 persones actives 134 estaven ocupades (81 homes i 53 dones) i 15 estaven aturades (6 homes i 9 dones). De les 78 persones inactives 41 estaven jubilades, 15 estaven estudiant i 22 estaven classificades com a «altres inactius».

### Ingressos
El 2009 a Ciez hi havia 179 unitats fiscals que integraven 403,5 persones, la mediana anual d'ingressos fiscals per persona era de 16.572 €.

### Activitats econòmiques
Dels 15 establiments que hi havia el 2007, 2 eren d'empreses extractives, 5 d'empreses de construcció, 4 d'empreses de comerç i reparació d'automòbils, 1 d'una empresa d'hostatgeria i restauració, 1 d'una empresa d'informació i comunicació, 1 d'una empresa immobiliària i 1 d'una empresa de serveis.
Dels 6 establiments de servei als particulars que hi havia el 2009, 1 era un taller de reparació d'automòbils i de material agrícola, 2 paletes, 2 lampisteries i 1 restaurant.
L'any 2000 a Ciez hi havia 16 explotacions agrícoles.

## Equipaments sanitaris i escolars
El 2009 hi havia una escola elemental integrada dins d'un grup escolar amb les comunes properes formant una escola dispersa.

## Poblacions més properes
El següent diagrama mostra les poblacions més properes.